# Aethes flagellana
Der Gelbe Feldmannstreuwickler (Aethes flagellana) ist ein Schmetterling aus der Familie der Wickler (Tortricidae).

## Merkmale
Der Falter hat eine Spannweite von 14–15 Millimetern und fliegt im Hochsommer (Juni/Juli). Die Raupe der Art miniert im Stängel von Feldmannstreu (Eryngium campestre) und überwintert.

## Geographische Verbreitung und Lebensraum
Die Art ist im gesamten Europa und auch in der Türkei und dem Iran verbreitet. Die Verbreitungsgrenze reicht bis Litauen im Norden bis Sizilien im Süden.